# Cylindromyrmex parallelus
Cylindromyrmex parallelus är en myrart som beskrevs av Santschi 1932. Cylindromyrmex parallelus ingår i släktet Cylindromyrmex och familjen myror. Inga underarter finns listade i Catalogue of Life.